# 로리에역 (몬트리올)
로리에역 (Station Laurier)은 르플라토-몽루아얄 지역구의 마일엔드에 있는 몬트리올 지하철 오렌지 선 정차역이다. 1966년 10월 14일에 개통한 이 역은 몬트리올 지하철 첫 개통과 동시에 개장하였다.

## 건축 양식
굴착식으로 지어진 이 역은 회색빛 화강암으로 내부를 장식하였으며, 끝부분은 오렌지색 판으로 뒤덮여있다. 역 남쪽에 있는 정문인 생조셉 출입구는 승강장까지 두 개의 계단으로 이어져있다. 승강장과 메자닌에는 커브형 벽으로 구분되어있으며 역 내 승객의 원활한 이동을 위해 깔때기 모양으로 설계되어있다. 남쪽 출입구는 자그마한 사각형 건물과 도로변 버스 정류장으로 이루어져있다.
북쪽 출입구인 로리에 출입구는 남쪽 출입구보다 좁은 편이며 이에 따라 무인 출입구로 운영하고 있다. 2015년 6월부터 10월까지 보수 공사로 로리에 출입구가 폐쇄되었으며 이후 생조셉 출입구도 비슷한 보수 공사를 거쳐 새로 재단장하였다.

## 역명 유래
윌프리드 로리에 (1841-1919)는 캐나다의 첫 프랑스계 캐나다인 총리였으며 1871년부터 94년까지 퀘벡 주의원으로 지냈으며 이후 1919년에 숨을 거둘 때까지 캐나다 하원의원으로 지냈다. 캐나다 자유당 대표 (1887-1919)와 캐나다 총리 (1896-1911)로 지냈던 로리에는 미국과의 자유 무역, 대영 제국 내 캐나다의 자치권, 매니토바 학교 문제, 두 번째 대륙 횡단 열차 건설, 캐나다 해군 창설, 서스캐처원과 앨버타주 및 유콘준주 신설 등 당시 캐나다에서 중요한 현안에 적극 참여하였다. 캐나다에서 가장 중요한 인물 중 한 명으로 간주되어 5달러 주화에 로리에의 초상화가 나와있다. 1899년에는 로리에의 업적을 기려 아브뉘 생루이가 로리에로 개명되었다.

## 버스 연결편
이 역에서 갈아탈 수 있는 버스 노선은 아래와 같다.
|  |  |  |

|  |  |  |

|  |  |  |

|  |  |  |

|  |  |  |

|  |  |  |

|  |  |  |

|  |  |  |

|  |  |  |

|  |  |  |

|  |  |  |

|  |  |  |

|  |  |  |  |  |

|  |  |  |

|  |  |  |

|  |  |  |

|  |  |  |

|  |  |  |

|  |  |  |

|  |  |  |

|  |  |  |  |  |

|  |  |  |  |  |

|  |  |  |  |  |

|  |  |  |  |  |

|  |  |  |  |  |

|  |  |  |

|  |  |  |

|  |  |  |

|  |  |  |

|  |  |  |

|  |  |  |

|  |  |  |

|  |  |  |

|  |  |  |

|  |  |  |

|  |  |  |

|  |  |  |

|  |  |  |  |  |

|  |  |  |

|  |  |  |

|  |  |  |

|  |  |  |

|  |  |  |

|  |  |  |

|  |  |  |

|  |  |  |  |  |

|  |  |  |  |  |

|  |  |  |  |  |

|  |  |  |  |  |

|  |  |  |  |  |

|  |  |  |

|  |  |  |

|  |  |  |

|  |  |  |

|  |  |  |

|  |  |  |

|  |  |  |

|  |  |  |

|  |  |  |

|  |  |  |

|  |  |  |

|  |  |  |

|  |  |  |  |  |

|  |  |  |

|  |  |  |

|  |  |  |

|  |  |  |

|  |  |  |

|  |  |  |

|  |  |  |

|  |  |  |  |  |

|  |  |  |  |  |

|  |  |  |  |  |

|  |  |  |  |  |

|  |  |  |  |  |

|  |  |  |

|  |  |  |

|  |  |  |

|  |  |  |

|  |  |  |

|  |  |  |

|  |  |  |

|  |  |  |

|  |  |  |

|  |  |  |

|  |  |  |

|  |  |  |

|  |  |  |  |  |

|  |  |  |

|  |  |  |

|  |  |  |

|  |  |  |

|  |  |  |

|  |  |  |

|  |  |  |

|  |  |  |  |  |

|  |  |  |  |  |

|  |  |  |  |  |

|  |  |  |  |  |

|  |  |  |  |  |

## 인근 명소
- 퀘벡 관광 및 숙박업 학교 (Institut de tourisme et d'hôtellerie du Québec)
- 생루이 광장 (Square Saint-Louis)
- 오조르뒤 극장 (Théâtre d'Aujourd'hui)
- 카수 극장 (Théâtre de Quat'Sous)
- 라샤펠 극장 (Théâtre La Chapelle)
- 프랭스아튀르가 (rue Prince-Arthur)

## 인접한 역
| STM 오렌지 선            | STM 오렌지 선 | STM 오렌지 선        |
| ------------------------ | ------------- | -------------------- |
| 몽루아얄 코트베르튀 방면 | 오렌지 선     | 로즈몽 몽모랑시 방면 |